# テギュリオス
テギュリオス（古希: Τεγυριος, Tegyrios）は、ギリシア神話の人物である。トラーキア地方の王。追放されたポセイドーンの息子エウモルポスを王国に迎え、娘をエウモルポスの息子イスマロスと結婚させた。しかし王国を奪おうとするエウモルポスの陰謀が発覚すると、エウモルポスはエレウシースに亡命した。後に娘婿のイスマロスが死ぬと、テギュリオスはエウモルポスと和解し、彼をトラーキアに呼び戻して王国を継がせた。